# Piaggio
Piaggio es una compañía con sede en Italia que fabrica coches, motocicletas, y scooters (Vespas).

## Historia
Fundada por Rinaldo Piaggio en 1884, Piaggio inicialmente fabricaba locomotoras y vagones de tren. Durante la Primera Guerra Mundial la compañía se centró en la fabricación de aviones.
Durante la Segunda Guerra Mundial, la compañía fabricó aviones de combate, pero Piaggio emergió del conflicto bélico con su planta de Pontedera completamente demolida por los bombardeos. La afectada economía italiana y el penoso estado de las carreteras no ayudaron al renacimiento del mercado del automóvil. Enrico Piaggio, el hijo del fundador de Piaggio, decidió abandonar el sector aeronáutico con el fin de afrontar la urgente necesidad italiana de un medio de transporte moderno y a la vez económico. La idea era la de diseñar un vehículo barato para las masas. 

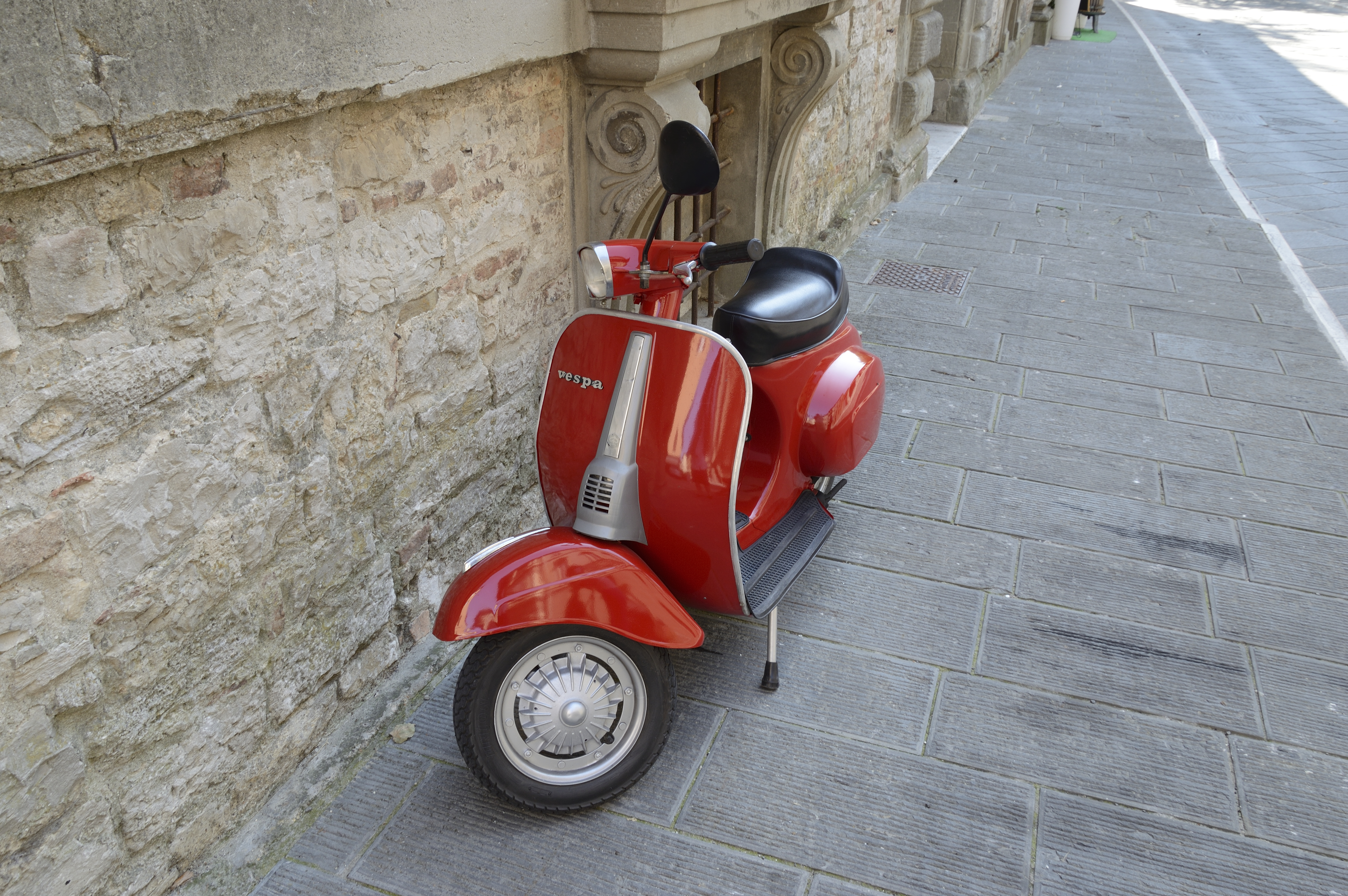
Vespa

El ingeniero aeronáutico Corradino D'Ascanio, responsable del diseño y la construcción del primer helicóptero moderno de Agusta, fue el elegido por Enrico Piaggio para diseñar un vehículo simple, robusto y económico. El vehículo tenía que ser fácil de conducir tanto para los hombres como para las mujeres, tenía que tener capacidad para llevar un pasajero (además del conductor), y no permitir la suciedad en la ropa del conductor. En consecuencia, en 1946 Piaggio lanzó la Vespa scooter (Vespa = término italiano para “avispa”), y en 10 años ya se fabricaron más de un millón de unidades.

## Desarrollo
Piaggio comenzó a tener un sólido flujo de efectivo a partir del éxito de la Vespa, y decidió desarrollar otros productos. En 1957, fabricaron la Vespa 400, un coche de pasajero diminuto.
En 1959, Piaggio pasó a ser controlada por la familia Agnelli, propietaria a su vez del fabricante de coches Fiat. (FCA - STELLANTIS). Como resultado, las dos divisiones (aeronáutica y motocicletas) se separaron para constituir dos compañías independientes y en 1964; la división aeronáutica paso a denominarse como IAM Rinaldo Piaggio. Hoy en día la compañía aéronautica Piaggio Aero está controlada por la familia de Piero Ferrari, quien también es propietaria del 10% del famoso fabricante de coches Ferrari, siendo esta última controlada por la familia Agnelli (Fiat - Stellantis), a través de la compañía familiar EXOR. N.V.
En 1969, la compañía de motocicletas compró Gilera.

## Bajo un nuevo dueño
En 1959, Piaggio pasó a ser controlada por la familia Agnelli , los dueños del fabricante de coches Fiat. La Vespa experimentó un enorme crecimiento hasta 1992, cuando Giovanni Alberto Agnelli se convirtió en el CEO de la firma (aunque Agnelli por aquella época ya sufría de cáncer, y de hecho moriría en 1997). En 1999, la firma de Capital Privado Morgan Grenfell adquirió Piaggio, pero un consorcio en estado de quiebra lanzó una opción pública de venta en China. En Italia, Piaggio invirtió 15 millones de euros (19.4 millones de dólares) en la fabricación de una nueva motocicleta pero tiró la toalla después de diseñar un prototipo. Para finales de 2002, la compañía había acumulado una deuda de 577 millones de euros y 945 millones de euros en concepto de ingresos, y contabilizó unas pérdidas en torno a los 129 millones de euros.
Después vino Roberto Colaninno,: “Mucha gente me dijo que estaba loco, Piaggio no se estaba muriendo, simplemente necesitaba que le tratasen mejor”. La situación financiera de Piaggio estaba en una situación crítica, pero su marca aún era bien conocida y sus productos seguían apareciendo en películas de Hollywood gracias a la Vespa ET4. En 1995, Colaninno había logrado la toma de poder de mayores dimensiones jamás ejercida antes en Europa con el control de Telecom Italia SpA. En octubre de 2003, Colaninno hizo una inversión inicial de 100 millones de euros a través de su holding Immsi SpA a cambio de menos de un tercio de Piaggio y la obligación de gestionarla. 
El presidente Rocco Sabelli rediseñó la fábrica bajo principios empresariales japoneses de forma que todas las scooters de Piaggio pudiesen ser fabricadas en una cadena de montaje. A diferencia de la fórmula aplicada por los fabricantes de automóviles americanos, Colaninno no despidió a ni un solo trabajador (un movimiento que ayudó a seducir a los sindicatos escépticos de la compañía). “Todo el mundo en una compañía forma parte de la cadena de valor”, decía Colaninno. Todas las gratificaciones para los trabajadores manuales y la dirección estaban basadas en el mismo criterio: los márgenes de beneficio y la satisfacción del cliente. 
Colaninno también otorgó a los ingenieros de la compañía fechas límite para sus proyectos después de un tiempo de paralización de su trabajo a raíz de la crisis financiera por la que había atravesado la compañía (lograron lanzar al mercado dos nuevos éxitos en 2004: una scooter de gas-eléctrico híbrido; y una scooter con dos ruedas en la parte delantera y una en la parte trasera con una mejor adherencia al asfalto). 
Uno de los problemas de Piaggio que Colaninno no pudo solucionar desde el interior de la compañía fue su tamaño. Aunque Piaggio era el líder europeo en su mercado, rivales de la competencia como Honda o Yamaha le habían empequeñecido. Un año después de rescatar a Piaggio, Colaninno decidió salvar otra marca italiana: la fabricante de scooters y motocicletas Aprilia.

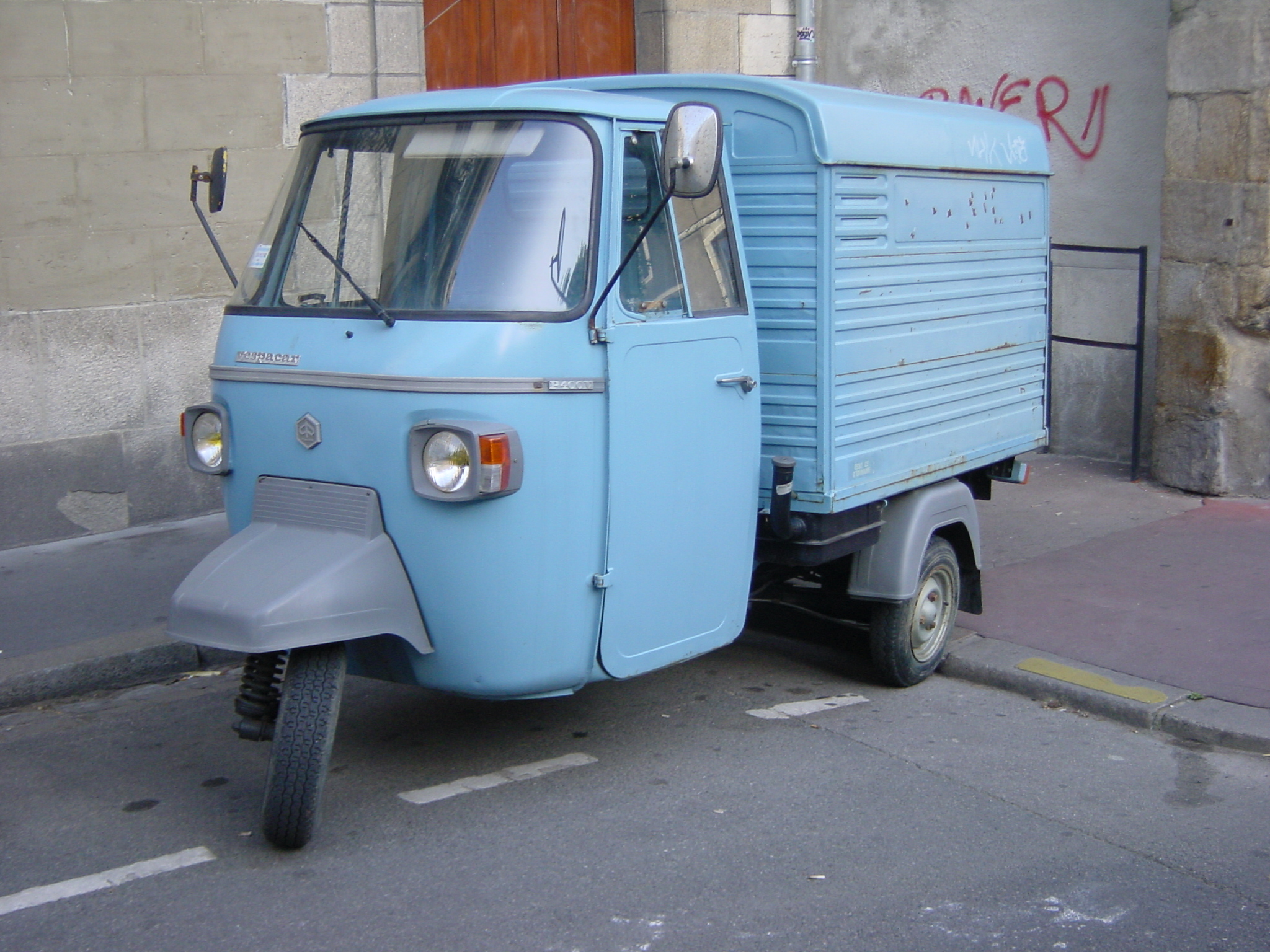
Piaggio Ape

## Marcas y modelos

### Marcas del grupo
- Aprilia - motocicletas y scooters
- Derbi - motocicletas y scooters
- Gilera - motocicletas y scooters
- Ligier - micro vehículos
- Moto Guzzi - motocicletas
- Piaggio - scooters
- Piaggio Aero - aviones
- Vespa - scooters
- Laverda - motocicletas super sports

### Modelos
- Piaggio Ape
- Piaggio Diesis
- Piaggio Porter
- Piaggio P180 Avanti
- Piaggio MP3
- Piaggio BV500
- Piaggio BV200 / BV250
- Piaggio FLY150

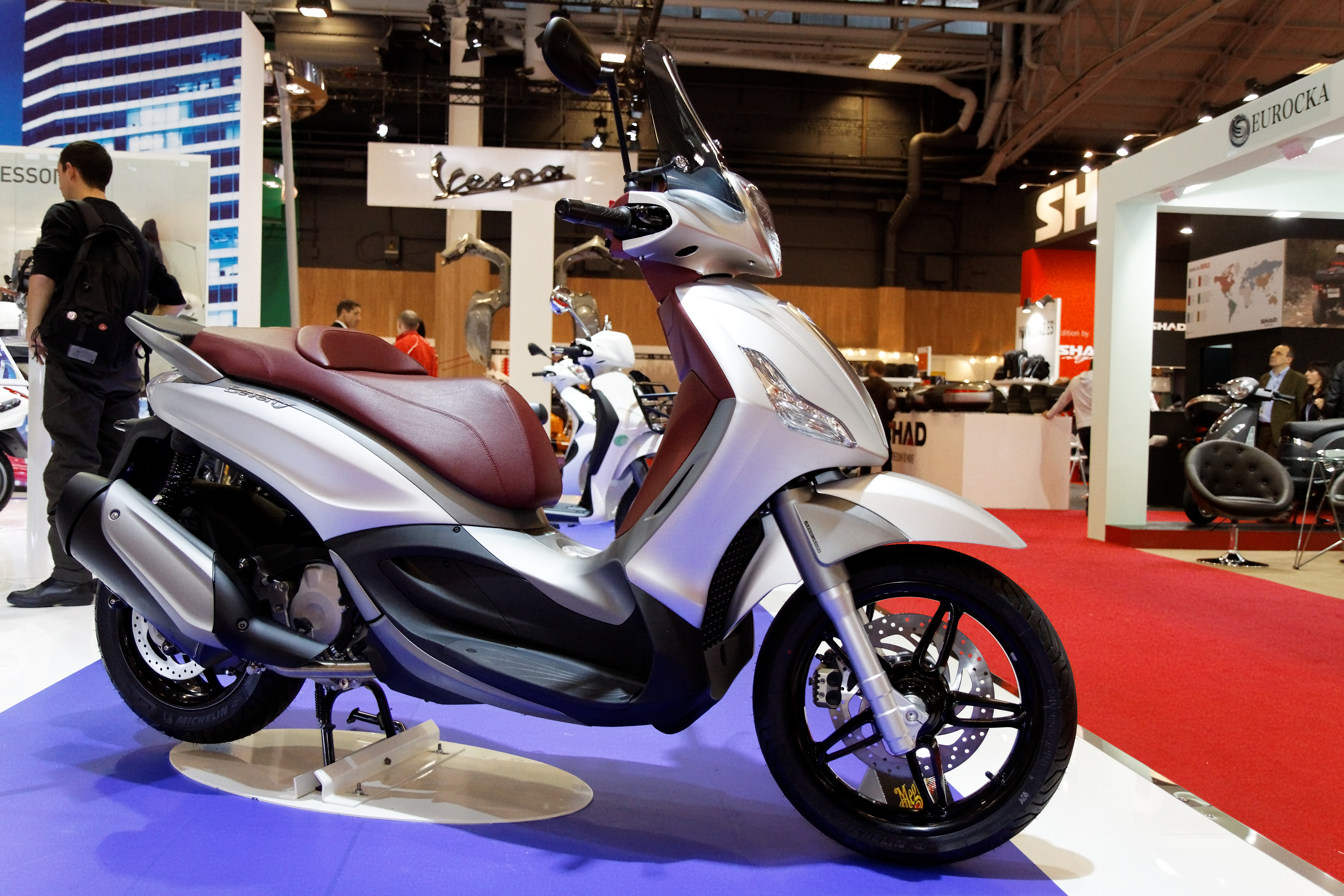
Piaggio Beverly

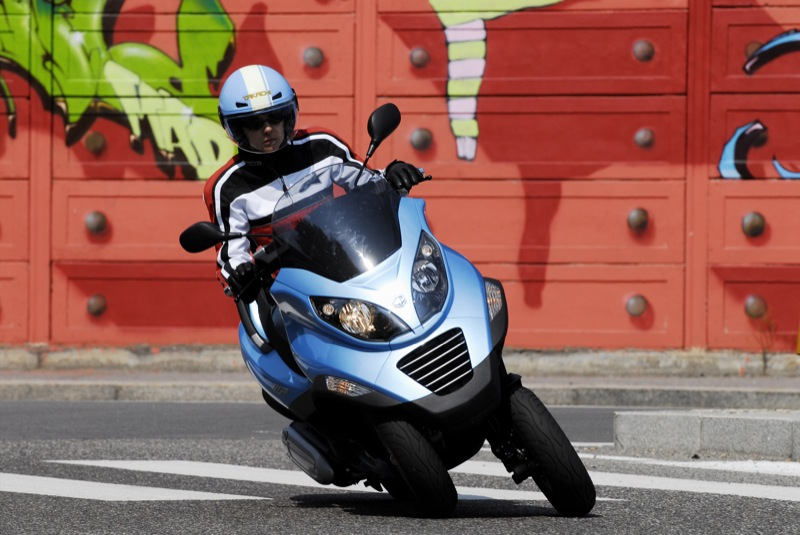
Piaggio MP3

- Piaggio Typhoon (50cc, 80cc, 125cc)
- Piaggio ET2 (50cc) & ET4 (150cc)
- Piaggio Sfera NSL (50cc & 80cc) 1991-1995
- Piaggio Sfera RST
- Piaggio NRG mc1-3 (50 cc)
- Piaggio NRG Power PureJet (50 cc)
- Piaggio Zip
- Piaggio Liberty (50cc 2-Stroke, 125 cc & 150 cc Quattrotempi)
- Piaggio Liberty S (50cc & 125cc)
- Piaggio Skipper ST (125cc)
- Piaggio Ciao (50cc)
- Piaggio Si (50cc)
- Piaggio Grillo (50cc)
- Piaggio Bravo (50cc)
- Piaggio Boxer (50cc)
- Piaggio X8 (125cc; 250cc; 400cc)
- Piaggio X9 (125, 250, 400 cc)
- Piaggio X10 (125, 350, 500 cc)
- Piaggio Beverly (125, 250, 400, 500 cc)
- Piaggio Carnaby (125, 200cc)
- Piaggio Free 50 (50 cc)
- Piaggio Hexagon (125, 150, 180, 250 cc)
- Piaggio Medley (125 cc)
- Piaggio 1
- Piaggio MyMoover